# Haplocyclops primitivus
Haplocyclops primitivus – gatunek widłonoga z rodziny Cyclopidae. Opisali go w 2015 roku indyjscy zoolodzy Venkateswara Rao Totakura i Yenumula Ranga Reddy, nadając mu nazwę Haplocyclops (Kiefercyclops) primitivus. Miejsce typowe to rzeka Godawari we wsi Kapileswarapuram w dystrykcie East Godavari (od 2022 roku w dystrykcie Konaseema) w indyjskim stanie Andhra Pradesh (wysokość 23 m n.p.m.).